# Treuhandsiedlung

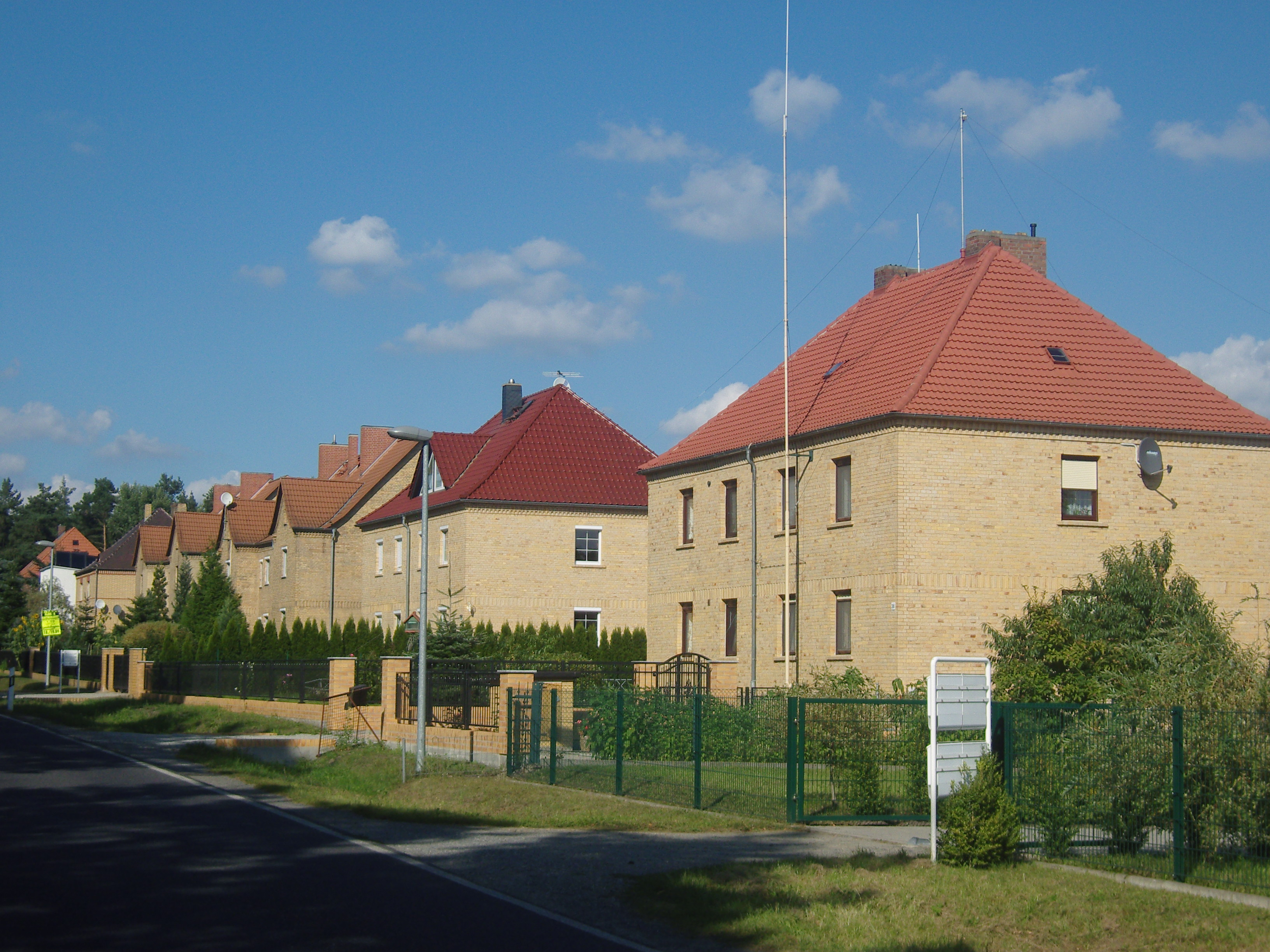
Straßenansicht

Die Treuhandsiedlung ist eine zum Schipkauer Ortsteil Klettwitz gehörende Wohnsiedlung des frühen 20. Jahrhunderts.

## Geografie
Die Treuhandsiedlung gehört zur Großgemeinde Schipkau, sie liegt nördlich des alten Schipkauer Bahndamms und etwa eineinhalb Kilometer südöstlich von Klettwitz. Der EuroSpeedway Lausitz befindet sich in unmittelbarer Nähe.